# Римокатоличка црква Свете Ане у Панчеву
Црква Свете Ане у Панчеву је римокатоличка жупна црква, коју је о свом трошку изградио Ђорђе Вајферт у периоду од 1922. године, када је положен камен темељац, до 1923. године, када је црква освештана. Црква је саграђена у тренутку када је римокатоличком становништву Панчева била врло потребна, јер је пре изградње ове цркве Панчево имало само једну римокатоличку цркву која није била довољна за потребе преко 6000 верника. Црква је била значајна и за становништво других вероисповести у Панчеву, јер је симболисала оживљавање њиховог краја после Првог светског рата.

## Градња цркве
Црква је почела да се гради 1922. године у Панчеву, под покровитељством Ђорђа Вајферта гувернера Народне банке и веома утицајног пословног човека, који је родом био из Панчева. Цркву је посветио својим родитељима Ани и Игњату, а црква је понела име Св. Ане у знак сећања на мајку.
Молба за изградњу цркве стигла је у проширени Градски Сенат 25. марта 1922. године, а предмет молбе се односио на рушење два дашчана магацина и градњу једне капеле од печених цигаља, црепом покривене са једним торњем у улици Новосељанска (данас улица Ослобођења у Панчеву). Дозвола је издата исте године и кренуло се са градњом. Трошкови за целокупну градњу износили су 1.500.000 динара и све трошкове је платио Вајферт.
Прва страна локалног листа Панчевац, у годинама после Првог светског рата, била је резервисана за политичка дешавања на нивоу целе Краљевине СХС, изузетак је био број од 25. јуна 1922. када је на првој страни писало о полагању камена темељца за Вајфертову цркву, што сведочи о значају овог догађаја за локално становништво.
У недељу 18. јуна 1922. године извршено је свечано полагање камена темељца, свечаност је почела у Миноритској цркви службом Божијом коју је водио велечасни Палинкаш. Потом је кренула велика литија ка месту где ће се изградити црква, а градилиште је било окићено државним заставама и цвећем. Вајферт је за изградњу и уређење цркве изабрао велика имена из разних професија. Хуго Вајс је био главни извођач радова, олтарску слику Света Ана и Богородица са малим Христом насликао је Урош Предић, загребачки вајар Рудолф Валдец израдио је дуборезни оквир за Предићеву слику и олтар у целини. Рељеф у бронзи који се налази у цркви рад је Ђорђа Јовановића и на њему се налазе ликови Марије и Ђорђа Вајферта. Два звона за цркву урадио је Павле Пантелић и та звона су 26. августа 1923. године освештана, подигнута и потом су зазвонила, а први је уже потегао Ђорђе Вајферт.
Црква је била јако драгоцена за породицу Вајферт, то можемо закључити из податка да је још у току градње Ђорђе Вајферт желео да у њој прослави педесету годишњицу брака, као и свој пословни јубилеј. То се и догодило 9. септембра 1923. године, а на исти дан освештана је и црква. Марија и Ђорђе Вајферт прославили су и дијамантску свадбу, односно шездесет година брака, 1933. године поново у цркви Св. Ане. У част тог догађаја Ђорђе Јовановић је направио медаљон на којем су приказани Ђорђе и Марија на аверсу, а на реверсу Богородица са Христом и Св. Аном, која држи модел цркве Свете Ане.

## Изглед цркве
Црква је саграђена у духу сецесије, али су присутни и елементи византијске архитектуре. На западној фасади и ентеријеру олтарског простора преовладава неоготика. Грађевина је неправилне основе јер има сакристију и звоник, оријентисана север-југ. Приземна дворишна зграда је такође изграђена у стилу сецесије. На витражима на бифорним прозорима се налазе представе светитеља и светитељки:
- Св. Флоријан
- Св. Варвара
- Св. Георгије
- Св. Габријел (источни зид)
- Св. Игњације
- Св. Софија
- Св. Јосиф
- Св. Елизабета
- Св. Антоније
- Св. Марија Магдалена (западни зид)

У розетама се налазе и представе Исуса Христа у декоративном флоралном оквиру.

## Црква после Вајфертове смрти
Ђорђе Вајферт је умро 12. јануара 1937. године, у 17:20 часова у својој вили у Београду. Опело је одржано у цркви Св. Ане 14. јануара, а следећег дана је сахрањен на панчевачком католичком гробљу у породичној гробници Вајферт. После његове смрти нова влада Демократске Федеративне Југославије национализовала је цркву Свете Ане и зграду при цркви. Од тог тренутка црква је запостављена, богослужења су вршена само на дан Свете Ане до 1972. године после чега је и та пракса престала. Црква је потпуно занемаривана, 1984. године је чак украдена и олтарска слика Уроша Предића. Против крадљивца је вођен судски процес, док је слика потпуно уништена. После овог догађаја власт је дала цркву на трајно коришћење римокатоличкој жупној цркви Св. Карла Боромејског, а 1986. црква је поново освештана и стављена у употребу за богослужење. Прота Вељко Оњин је израдио и поклонио цркви нову олтарску слику, која је представљала копију Предићеве слике.
Црква Свете Ане данас се налази у улици Ослобођења у Панчеву, уврштена је у споменик културе 25. јануара 2000. године. У цркви се одржавају двојезична богослужења, али се потребе верника углавном обављају у цркви Светог Карла Боромејског, јер у Панчеву више нема толико католика као у Вајфертово време.